# Relações entre China e Níger
As relações entre China e Níger referem-se às relações entre a República Popular da China e a República do Níger. 
A R.P. da China estabeleceu relações diplomáticas com o Níger em 20 de julho de 1974. Em 19 de junho de 1992, o governo provisório do Níger declarou o reestabelecimento de "relações diplomáticas" com Taiwan. Em consequência, o governo da R.P. da China anunciou a suspensão das relações diplomáticas em 30 de julho do mesmo ano. Em 19 de agosto de 1996, China e Níger reatariam as relações diplomáticas.
Em junho de 2020, o Níger foi um dos 53 estados-membros da ONU que apoiou a Lei de Segurança Nacional de Hong Kong.
Entre 2000 e 2011, houve cerca de 37 projetos no Níger com desenvolvimento chinês oficial. Tais projetos variaram de o desenvolvimento do complexo mineiro de urânio de Azelik em 2006, à construção de uma segunda ponte sobre o rio Níger, e ao alívio da dívida nigerina de 12 milhões de dólares em 2001.